# Qaani Şirazi

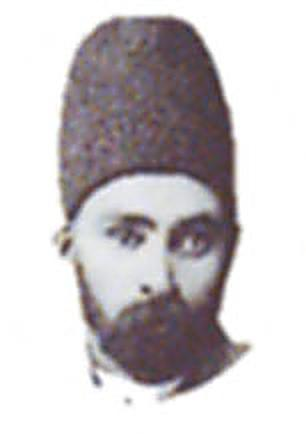
Qaani Şirazi

Qaani Şirazi, pseudonimo di Mirzə Həbibulla Qaani Şirazi (Shiraz, 20 ottobre 1808 – Teheran, 3 maggio 1854), è stato un poeta persiano.

## Biografia
Qaani Şirazi fu figlio di un poeta, e fin da giovane si avvicinò ai versi e al panegirico, tornato in auge nell'Ottocento nella Persia grazie ad una spinta nazionalistica neoclassica che ebbe la meglio nel confronto con lo stile barocco panislamico proveniente dall'India.
Studiando approfonditamente le Qaṣīde, Qaani Şirazi si dimostrò molto brillante nell'uso della lingua madre, riuscendo a dare nuova linfa ad un genere un po' antico e già molto utilizzato.
Una volta assunto il ruolo di bibliotecario di un principe della dinastia Qajar, Qaani Şirazi intraprese viaggi e proseguì le sue ricerche di documenti letterari antichi.
Negli ultimi anni di vita si trasferì a Teheran, come poeta di corte.
Cultore degli agi e dei piaceri della vita, moralmente libero e scettico in modo già moderno, di mentalità molto aperta, fu uno dei primi colti persiani a studiare la lingua francese e la lingua inglese.
Scrisse un ampio diwan, caratterizzato da elementi realistici e autobiografici.
Inoltre si distinse per un Kitab-i parishan (Fogli sparsi), ispirato al Gulistan di Saʿdi, parzialmente realistico e per il resto a metà strada fra l'aneddoto medievale e il bozzetto.

## Opere
- Diwan (Il canzoniere);
- Kitab-i parishan (Fogli sparsi).